# Abel Eppens
Abel Eppens (tho Equart) (* um 29. März 1534 in Eekwerd; † um 1590 wahrscheinlich in Ostfriesland) war ein niederländischer Chronist der Reformationszeit.

## Leben
Eppens entstammte einem alteingesessenen Bauerngeschlecht der Provinz Groningen. Er wurde als Sohn von Eppo Aepens (tho Equart) und Eeke Tammen auf dessen Gut dem Bolhuis in Eekwerd geboren.
Sein Vater verstarb bereits früh und so verbrachte Eppens seine Schulzeit in Farmsum und Groningen. Später studierte er in Lüttich, 1557 in Köln, dann in Groningen. Von dort ging er nach Wittenberg zu Philipp Melanchthon, einem Freund Martin Luthers. Eppens blieb bis zu Melanchthons Tod im Jahr 1560 in Wittenberg und kehrte dann in die Niederlande zurück.
1562 heiratete Eppens Frouke Louwens. Er bewohnte zunächst einen der Höfe seines Vaters. Erst einige Jahre später zog er zum Stammsitz der Familie auf das Gut Bolhuis. Er war entschiedener Anhänger der Reformation und engagierte sich stark im holländischen Unabhängigkeitskampf gegen das katholische Spanien. Als 1580 Groningen und die Umlande an die Spanier fielen, floh Eppens mit seiner Familie nach Emden.
Während seines Emder Aufenthalts hat Eppens eine umfangreiche und zeitgeschichtlich bedeutende Chronik geschrieben. Sie wurde als Der Chronik von Abel Eppens tho Equart allerdings erst im Jahre 1911 verlegt und gedruckt von Johannes Müller, Amsterdam in zwei Bänden mit insgesamt etwa 1500 Seiten. Mit dem Jahr 1589 endet die Chronik abrupt. Vermutlich ist Eppens zu dieser Zeit erkrankt und kurz darauf verstorben.
Abel Eppens hatte acht Kinder, von denen zwei Söhne allgemeine Bekanntheit erlangt haben: Leo Abels, Sicco Abels und Popko Abels. Leo Abels wurde 1595 erster reformierter Pfarrer der Gemeinde Loppersum, der auch Eekwerd und der Familiensitz Bolhuis zugeordnet sind. Leo Abels hinterließ zwei Söhne: Adolf Louwens, war Bürgermeister von Groningen, und Abel Louwens, war ebenfalls Pfarrer in Loppersum.